# Robyn Arianrhod
Robyn Arianrhod (ca 1951) é uma historiadora da ciência australiana, conhecida por seu trabalho sobre os predecessores de Albert Einstein, sobre Émilie du Châtelet e Mary Somerville, e sobre Thomas Harriot.
Na década de 1970 deixou seu programa honorário em matemática para juntar-se a uma comunidade de contracultura radical, sem eletricidade, água corrente e sistema de comunicações. Retornou para a escola, obtendo um bacharelado na Universidade Monash em 1993, onde obteve um doutorado em 2003. É afiliada à Universidade Monash como pesquisadora honorária associada em ciências matemáticas.

## Publicações selecionadas
- Einstein's Heroes: Imagining the World through the Language of Mathematics (University of Queensland Press and Oxford University Press, 2005)[3]
- Seduced by Logic: Émilie Du Châtelet, Mary Somerville and the Newtonian Revolution (Oxford University Press, 2012)[4]
- Thomas Harriot: A Life in Science (Oxford University Press, 2019)[5]